# 顧湄
顧湄（？—？），字伊人，江南太倉州（今江蘇太倉市）人。

## 生平
本姓程，父程新與顧夢麟交厚，顧夢麟無子，程新將程湄過繼給顧夢麟，改姓顧。约顺治年間人。早年師從陈瑚、吴伟业，後為娄东十子之一。早年為諸生，顺治十八年爆發奏销案，被削夺诸生。
有《水鄉集》。